# Beaver Bay
Beaver Bay ist eine Kleinstadt (mit dem Status „City“) im Lake County im Nordosten des US-amerikanischen Bundesstaates Minnesota. Das U.S. Census Bureau hat bei der Volkszählung 2020 eine Einwohnerzahl von 120 ermittelt.

## Geografie
Beaver Bay liegt auf 47°15′29″ nördlicher Breite und 91°18′04″ westlicher Länge. Der Ort erstreckt sich über 3,26 km², die sich auf 1,89 km² Land- und 1,37 km² Wasserfläche verteilen.
Beaver Bay liegt südwestlich der Mündung des Beaver River an der Minnesota State Route 61, die am so genannten North Shore, dem nordwestlichen Ufer des Oberen Sees in Minnesota entlangführt. East Beaver River, das am anderen Ende der Beaver Bay liegt, gehört nicht zum Stadtgebiet, sondern zur Beaver River Township. Der Name in der Sprache der Ojibwe für die Bucht ist Ga-gijikensikag, der Platz der kleinen Zedern.

## Geschichte
Bear River war die erste Siedlung am nordwestlichen Ufer des Sees und wurde am 24. Juni 1856 durch Angehörige der deutschen Auswandererfamilie Wieland gegründet. Die etwa 25 Familienmitglieder wurden von dem Schaufelraddampfers Illinois abgesetzt. In der Folge errichteten sie zwei Sägemühlen und 1869 auch eine Getreidemühle.
Die Panik von 1857 verursachte, dass eine Reihe von Siedlungen am nordwestlichen Ufer des Sees verlassen wurde. Beaver Bay war zu jener Zeit die einzige ständig bewohnte Ortschaft zwischen Duluth und Grand Portage.
1866 wurde Bear Bay zum County Seat des neugebildeten Lake Countys, bis dieser 1886 nach Two Harbors verlegt wurde. Die 1876 errichtete Schule brannte schon bald ab und wurde 1878 wiederaufgebaut. Ein 1928 fertiggestellter Neubau dient heute als Sitz der Gemeindeverwaltung.
In den 1890er Jahren kamen zunehmend Siedler skandinavischer Herkunft an. Diese widmeten sich dem kommerziellen Fischfang, der am North Shore bis in die späten 1960er Jahre florierte. Die Landwirtschaft war nicht so ertragreich wie erwartet und so lebte die Siedlung bis Ende des 19. Jahrhunderts vor allem von der Holzfällerei.
Im Jahr 1924 wurde die State Route 61 fertiggestellt, womit die touristische Erschließung begann. Diese ist heute ein wichtiger Wirtschaftsfaktor für Beaver Bay, insbesondere durch das Sportangeln auf Lachse und Forellen im Beaver River.

## Demografische Daten
Nach der Volkszählung im Jahr 2010 lebten in Beaver Bay 181 Menschen in 84 Haushalten. Die Bevölkerungsdichte betrug 95,8 Einwohner pro Quadratkilometer. In den 84 Haushalten lebten statistisch je 2б15 Personen.
Ethnisch betrachtet setzte sich die Bevölkerung zusammen aus 91,7 Prozent Weißen, 1,1 Prozent (zwei Personen) Afroamerikanern sowie 1,7 Prozent amerikanischen Ureinwohnern; 5,5 Prozent stammten von zwei oder mehr Ethnien ab.
23,8 Prozent der Bevölkerung waren unter 18 Jahre alt, 57,4 Prozent waren zwischen 18 und 64 und 18,8 Prozent waren 65 Jahre oder älter. Nur 34,3 Prozent der Bevölkerung war weiblich.

Das mittlere jährliche Einkommen eines Haushalts lag bei 25.625 USD. Das Pro-Kopf-Einkommen betrug 18.695 USD. 43,6 Prozent der Einwohner lebten unterhalb der Armutsgrenze.